# Церковь Непорочного Зачатия Пресвятой Девы Марии (Мелилья)
Церковь Непорочного Зачатия Пресвятой Девы Марии (исп. Real y Pontificia Iglesia de la Purísima Concepción) — королевская и папская католическая церковь в Мелилье.
Церковь Непорочного Зачатия расположен в самой старой части Цитадели. Она была построена в 1556-1575 гг на месте снесённой в 1549 году часовни и посвящена архангелу Михаилу. Уже в 1579 году здание было серьёзно повреждено землетрясением. Восстановление по проекту итальянского инженера Джованни Баттиста Антонелли длилось до 1604 года.
В 1660 году новое землетрясение незначительно повредило церковь, но она для восстановления была передана ордену капуцинов. 4 октября 1663 года храм был заново освящён, уже в честь Непорочного зачатия Девы Марии, а Франциск Ассизский объявлен покровителем Мелильи. В 1680 году ещё одно землетрясение повредило купол, позже отремонтированной Тоскано Брито к 6 декабря 1682 года.
В 1751—1757 гг церковь восстанавливалась после шторма и цунами от Лиссабонского землетрясения 1755 года по проекту Антонио де Вильяльба-и-Аангуло, были перестроены своды и возведён высокий хор, колокольня, баптистерий и капеллу Богоматери Победы в главном приделе. Торжественное открытие состоялось 8 июля 1757 года.
В 1831 году были заменены балки крыши, в 1859 году — крыши ризниц, в 1877 году был спроектирован атриум, закрытый каменной стеной с решётчатым обрамлением, завершенный к 1883 году.
В XX веке церковь многократно ремонтировалась. В XXI веке после землетрясения 2015 года она была закрыта до 18 апреля 2017 года.
Церковь Непорочного Зачатия Пресвятой Девы Марии построена из местного камня, а также цельного кирпича для стен и арок. Крыша покрыта черепицей. Фасад здания простой, с полукруглым арочным проёмом и пилястрами тосканского ордера. Над главным входом расположена ниша с изображением Непорочного зачатия. Внутри в церкви три нефа, центральный из которых выше и шире боковых. В капелле у алтаря находится главная реликвия — образ Девы Марии Победы XVI века, святой покровительницы города.

## Галерея

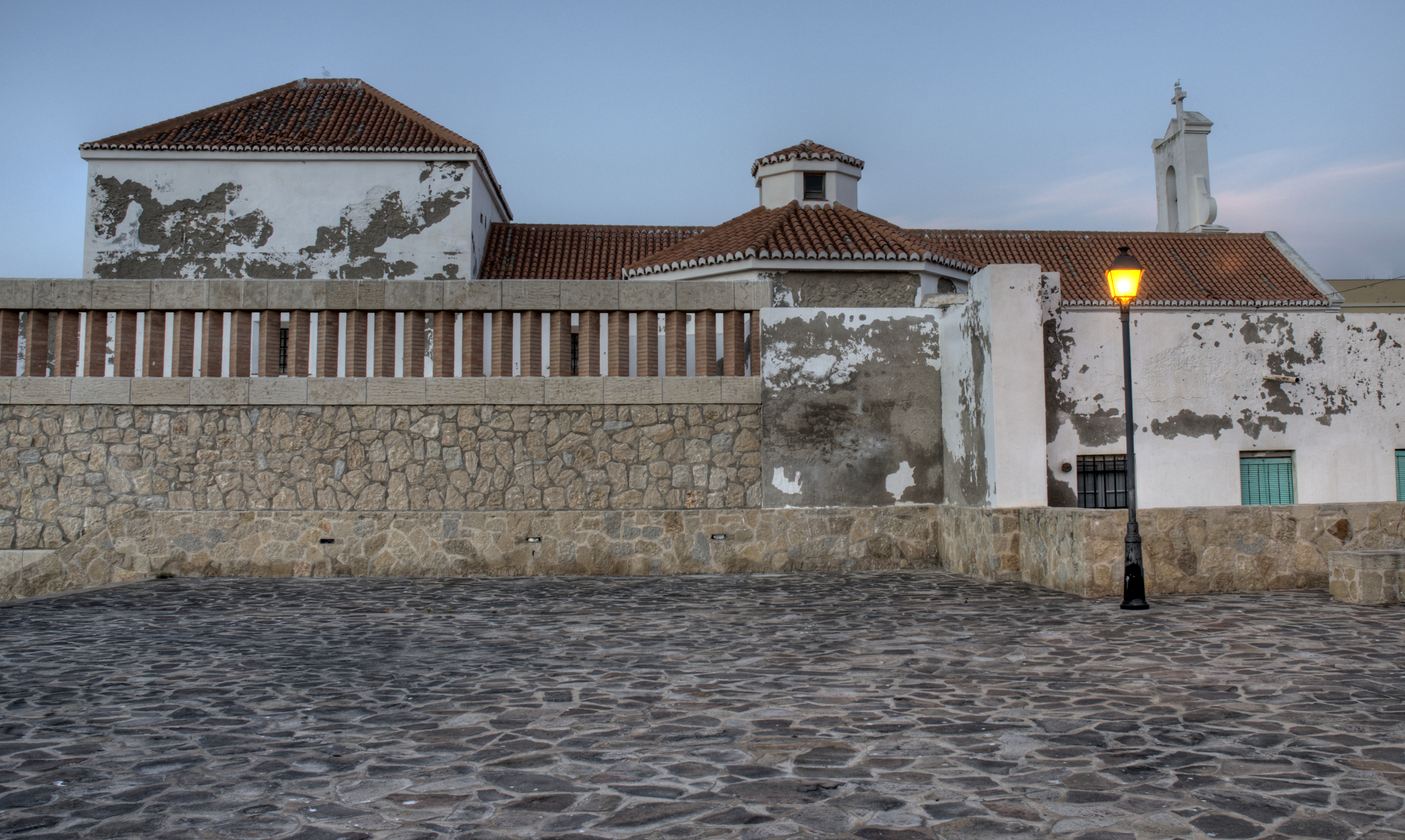
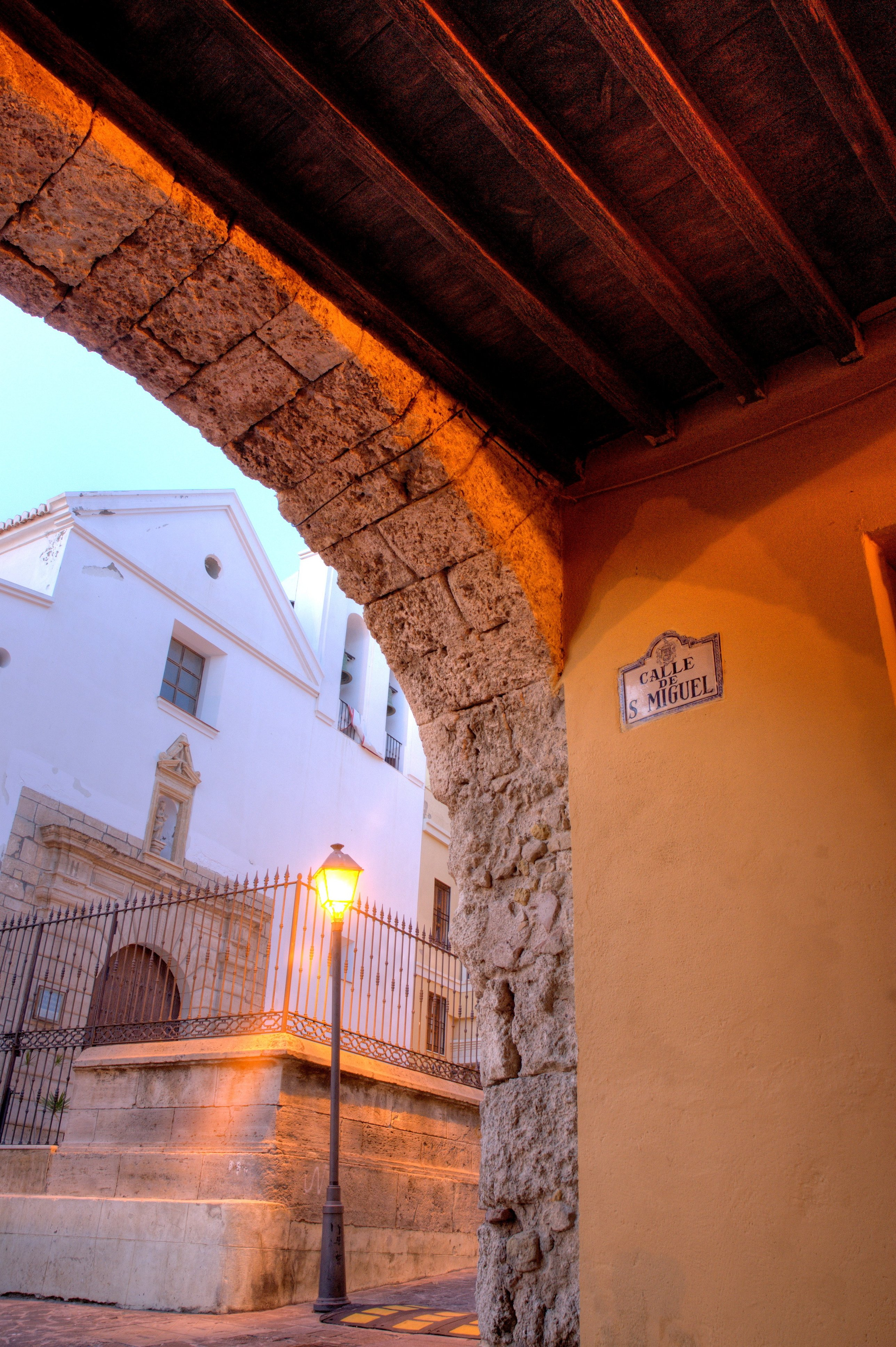
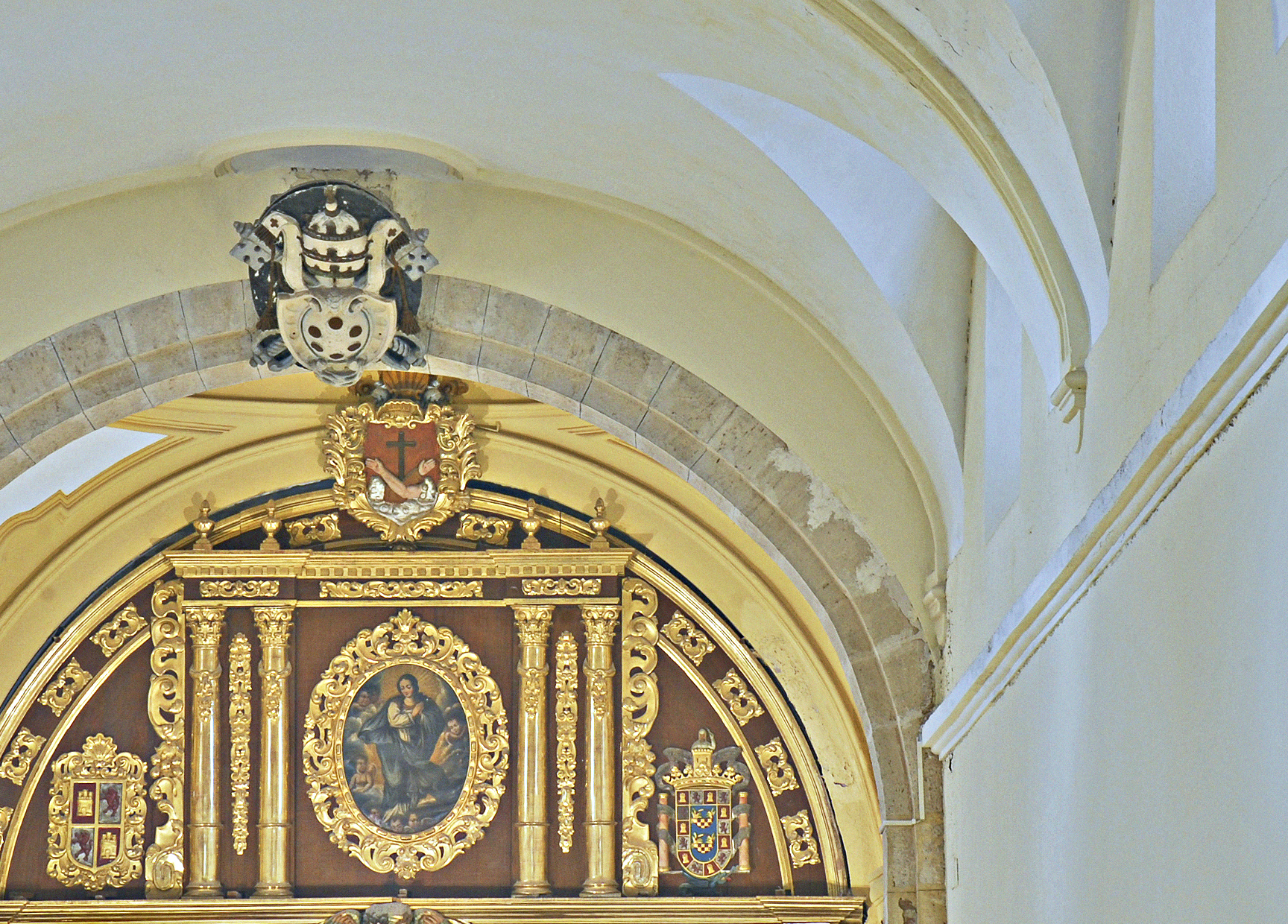
Внутри церкви
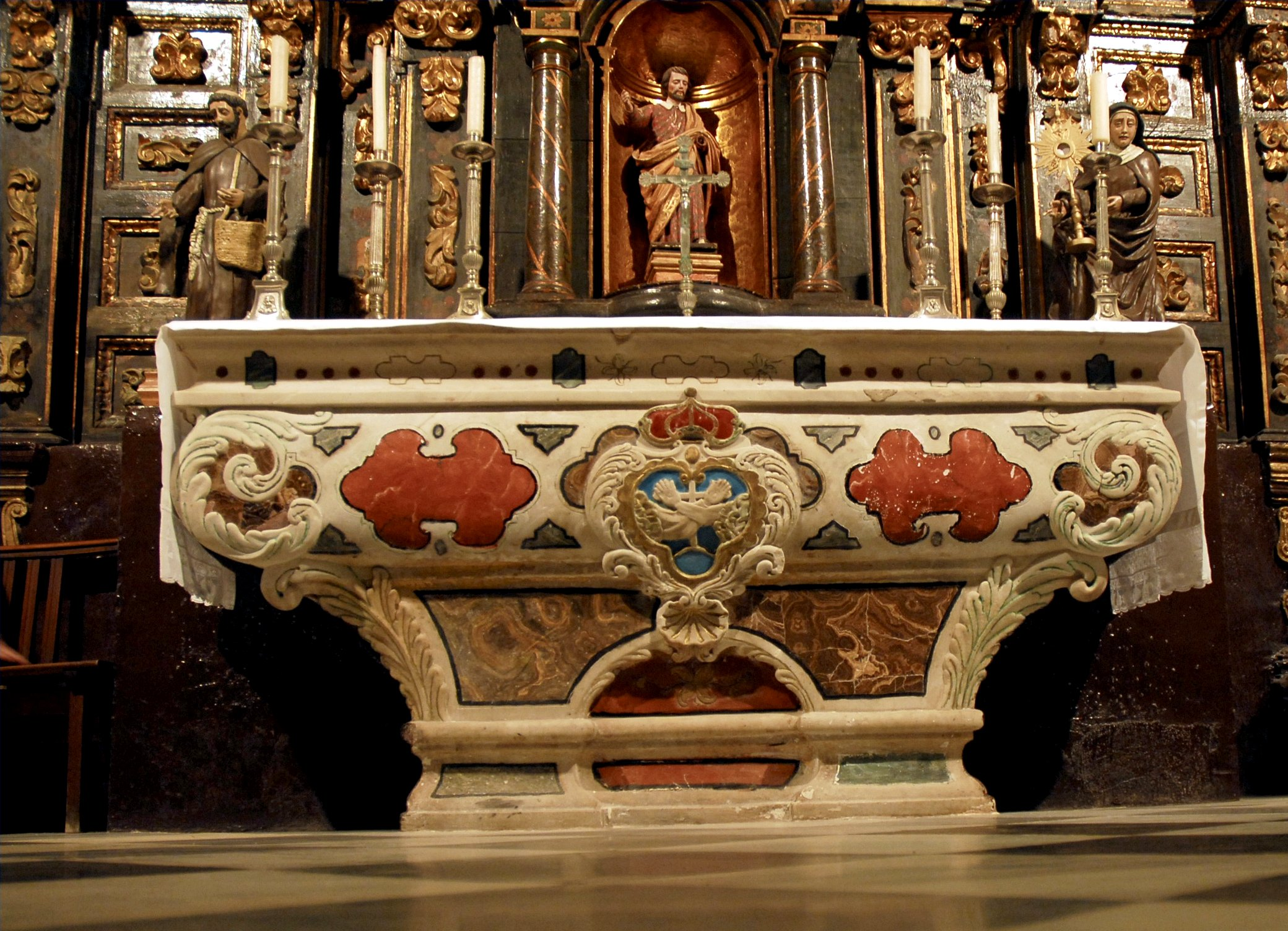
Алтарь